# 注射筆

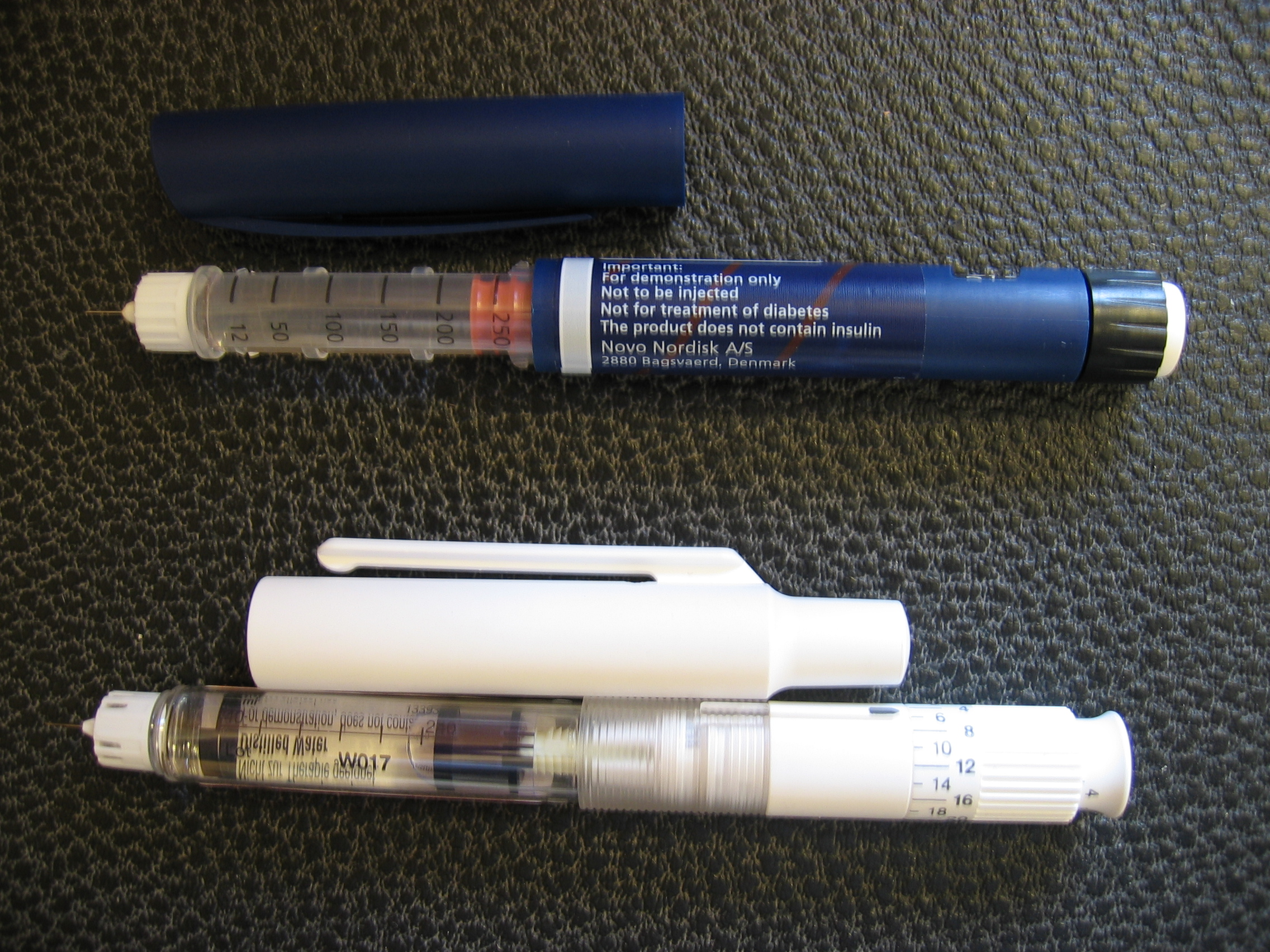
兩支一次性注射筆

注射筆（英語：injector pen）是用於在皮下組織或肌肉注射藥物的設備，於1980年代首次推出。發明注射筆的主要目的在於讓使用者更方便地注射藥物，增加用藥依從性。對於手部較不靈巧、視力較差、需要隨身攜帶藥物的使用者而言，注射筆較傳統的注射器方便。注射筆還減少了使用者對自我注射藥物的恐懼和現實障礙，令他們更願意施用藥物。
注射筆通常載有需要於相對較短的時間內重複注射的藥物，像是用於治療糖尿病的胰島素或胰島素類似物（它們統稱為胰島素筆）。治療低血糖症、關節炎、預防偏頭痛的藥物也可透過注射筆注射到體內。研究表明，注射筆至少跟傳統注射器給藥一樣有效。多項調查的結果亦顯示，若要人們从注射筆和傳統注射器中選擇一款作注射工具，那麼絕大多數人都會選擇注射筆。美國的2型糖尿病患者最初多使用傳統注射器，但在胰島素筆出現後，愈來愈多患者使用後者，最終使得它的使用人數超越傳統注射器。

## 應用
發明注射筆的主要目的在於減少使用者在自我注射藥物時的程序和厭惡感，使之更為方便，增加用藥依從性。
注射筆方便使用者隨身携帶藥物和把它注射到體內。注射筆也較傳統注射器易用，因此它能幫助手部較不靈巧、視力較差、擔憂能否正確使用注射器的使用者正確施用藥物。一些藥物的所需劑量因人而異——在這種情況下，使用傳統注射器的人士需自行從藥瓶抽出合適劑量，而注射筆的設計則讓使用者更輕易準確地調校至合適劑量。部分人或會在公共空間注射藥物（比如在餐廳準備用餐時注射胰島素），注射筆在這種情況下可能有助減少污名或恐慌。
混合型注射筆含有多種治療藥物，它們能降低使用者注射藥物的頻率，令他們忘記或拒絕為自己注射的情況減少。

## 設計

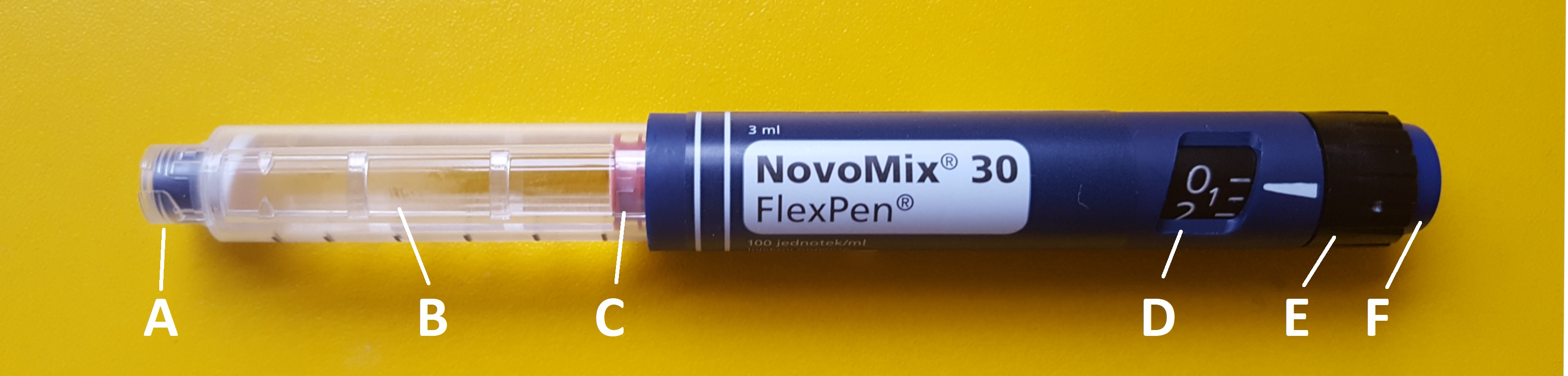
圖中胰島素筆的各個部分如下：
A：筆頭；B：藥物貯存筒；C：活塞；D：劑量窗； E：劑量設定鈕；F：按鈕

注射筆由藥物貯存筒（筆芯）、筆頭、活塞等部件所組成。一些注射筆設有刻度盤，以讓使用者在注射前調校所需藥物劑量。與傳統注射器相比，注射筆的刻度盤讓使用者更準確地調校至所需劑量。此一情況在需要注射低劑量胰島素時更為明顯。在轉動刻度盤時，部分注射筆會發出「喀答」聲，以幫助調校劑量。
一些注射筆的藥物貯存筒能夠更換，以讓使用者在內含藥物用畢後，重複使用該支注射筆。另一些則為一次性使用，在藥物用畢後便需要棄置。使用者在以單次使用的注射筆為自己注射藥物時，並不需要按下活塞。

### 針頭

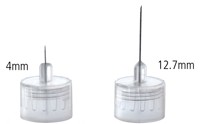
4毫米與12.7毫米針頭

除了僅供單次注射的注射筆，其他注射筆都需在每次注射時為之更換針頭。廠商推出了長度各異的針頭，讓使用者以不同深度把藥物注射到皮下組織當中。它們在一次注射後不能重用。市面上的針頭多套着內外兩層針帽。內針帽能保護針頭免受外力損害，外針帽則方便使用者把針頭裝上注射筆。醫師或藥劑師有責任教導使用者如何正確裝上及使用針頭。
注射筆針頭在目前已做得比傳統注射器的短，減輕注射時的痛楚。廠商推出了長度及尺寸各異的針頭——3.5毫米、4毫米、5毫米、8毫米的針頭各有之，它們的尺寸（常以G表示）從31G到34G不等。針尖在經過一段時間發展後，終演變成能以更少的力度把針管刺進皮膚的斜面設計，幫助減輕痛楚，並可能使人更為接受自我注射。注射筆針頭能以90度角刺進皮膚，傳統注射器則需以其他特定角度注射。它們亦不像傳統注射器般需要把皮膚擠起才能注射。用畢的針頭需要妥善處置，以免使用者或他人因誤觸而受傷。使用者最好把它們棄於廢棄針頭專用容器內。

### 與傳統注射器的不同

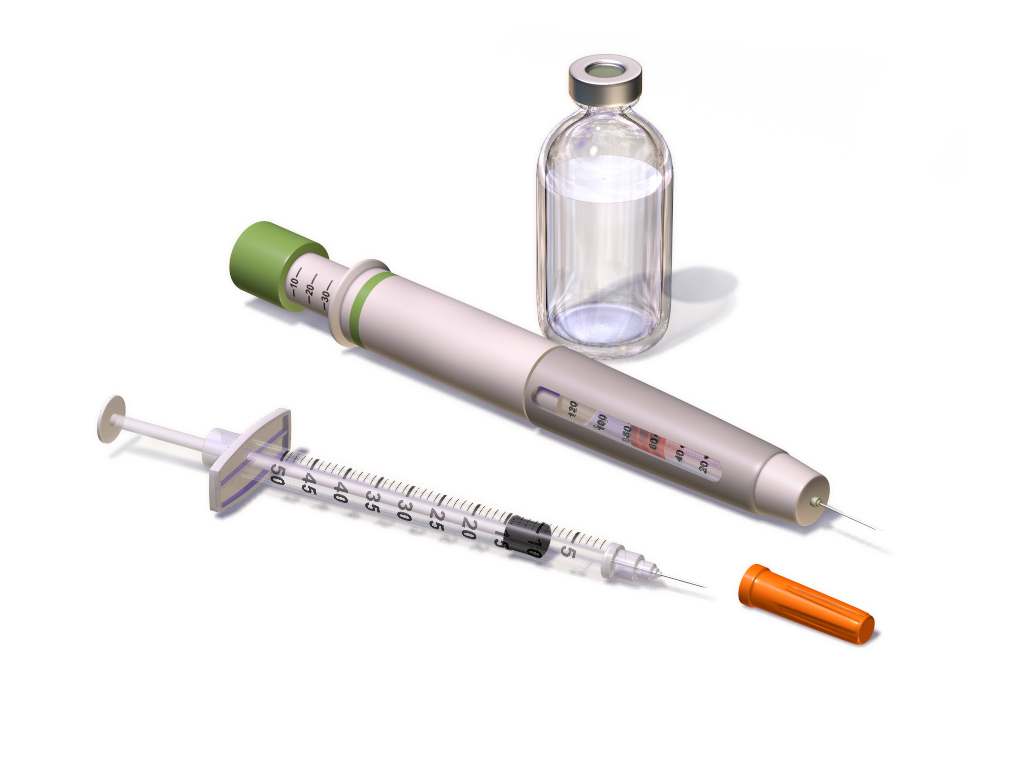
標準胰島素注射器的體積較注射筆小

注射筆能代替藥物小瓶，盛载液狀或經過稀釋液稀釋的粉狀注射藥物。若使用者的藥物貯存在瓶子內，那麼他們便需在每次注射前花費更多功夫，利用注射器把藥物從瓶子抽出。他們亦需按下注射器的柱塞，以完成注射。上述行為對手部灵活度有一定要求，令手部較不靈巧的使用者難以準確注射藥物。注射筆的使用者能把針頭以90度角刺進皮膚（不像傳統注射器般需以特定角度注射）。他們在注射时不需按下细长的柱塞，反按下按鈕便能完成注射。

## 內含藥物
大多用於治療糖尿病的胰岛素类似物和胰高血糖素样肽-1类似物（GLP-1类似物）都能以注射筆注射。一些胰島素筆載有更高濃度的胰島素，像是U-200、U-300、U-500。药物动力可能隨着胰島素濃度的增減而出現变化。濃度更高的產品能減少整體注射劑量，繼令當事人在注射时所花的力度更少。一些胰岛素筆裝有不同類型的预混胰岛素，比如德谷胰岛素和利拉鲁肽預混液；甘精胰島素和利西那肽預混液。該些複方產品具有固定的藥物比例，一般按胰岛素单位给药，同时也会按比例給予一定的GLP-1类似物。
单克隆抗体也常以注射筆裝載。单克隆抗体的分子大小使之只能透過注射途徑給藥。在研究或實際臨床應用層面上，能以注射筆注射的单克隆抗体有阿達木單抗、司库奇尤单抗、阿利西尤單抗。一些用於預防偏頭痛的降鈣素相關基因肽受体拮抗劑為单克隆抗体，它們同樣能以注射筆注射。部分家用单克隆抗体亦能以注射筆注射。
部分藥物提供注射筆款式的原因在於讓之盡快在體內發揮效果——用於治療過敏性休克的肾上腺素便是一例。 裝有肾上腺素的注射筆是為了肌肉注射而設——這跟大多注射筆不同。治療低血糖症的胰高血糖素也因为同样理由而提供筆式注射款式。一些於大多情況下以口服形式吸收的藥物能透過注射筆注射到體內。部分使用者可能因為吞嚥困難而改用注射筆給藥，也有的藥物在經兩種途徑給藥時會出現不同的藥物動力反應。在臨床研究或實際應用上，能以注射筆注射的口服藥物有治療幼年特發性關節炎的氨甲蝶呤和治療偏头痛的舒马曲坦。

## 效果
大多注射筆是为了讓使用者在皮下組織注射藥物而設計的，不過也有的設計成方便肌肉注射的樣子。注射部位及皮膚的各項特質共同決定了適合當事人的針頭長度。像腎上腺素筆般的產品會預裝針頭，它的長度可能因品牌而異——這一因素應納入產品是否適合使用的考慮範圍之內。
多項研究和調查顯示，若要人們从注射筆和像傳統注射器般的注射設備中選擇一款作注射工具，那麼絕大多數人都會選擇注射筆。研究表明，注射筆在治療上至少跟其他注射方法一樣有效。一項研究發現，在至少12個月的跨度內，胰島素筆使用者比起傳統注射器使用者更願意依從有關治療。同一研究亦發現，雖然注射筆的短期配藥成本（即投入在針頭/筆的成本）會較高，但長遠而言，它會降低跟糖尿病有關的保健成本。胰島素筆亦提高使用者的生活質量。
注射笔的效果跟注射技術有關。使用者須在完全按下按鈕後把注射筆針頭留在皮膚內至少10秒，才能確保藥物完全注射到體內。若不根據程序去注射，那麼藥物便有機會從注射部位流出，使得於體內吸收的藥物劑量較原定少。注射部位附近的皮下脂肪增生可能會影響藥物效果，因此應輪流替換每次需要注射的部位。

## 歷史
诺和诺德於1985年推出首款注射筆，以幫助使用者注射胰島素。此類產品在推出初期不為美國人所接納——在1999年，當地只有2%的胰島素是由注射筆注射到體內。此一現象之所以會出現，是因為注射筆的初始成本較傳統注射器高。不過後來陸續有研究指出，注射筆能提升使用者的用藥依從性，所減輕的整體醫療成本能抵消初始成本，致使注射筆在當地開始為人接納。注射筆的針頭起初長達12.7毫米，不過後來陸續有更短的針頭出現——大多數人都能以之正確注射藥物的4毫米針頭便是一例。
新西兰在1989年批准裝有生长激素的注射筆於當地使用。2020年，美国食品药品监督管理局批准裝有奧曲肽的注射筆以「Bynfezia」之名於當地上市。

## 外部連結
- . U.S. Food and Drug Administration (FDA).   [2021-01-23]. （原始内容存档于2020-12-22）.